# Ray Owes
Raymond Owes, detto Ray (San Bernardino, 11 dicembre 1972), è un ex cestista statunitense, professionista nella NBA, in Australia e in Italia.